# Asociación de las Nuevas Mujeres
La Asociación de las Nuevas Mujeres, en inglés New Women's Association (NWA, también conocida como New Women's Society 新 婦人 協会, Shin-fujin kyokai ) fue una organización japonesa de derechos de las mujeres fundada en 1920.  La organización luchó en defensa de los derechos de las mujeres en las áreas de educación, empleo y el sufragio. También tenía como objetivo proteger a las mujeres de las enfermedades venéreas al intentar evitar que los hombres con estas enfermedades se casaran, así como al permitir que las mujeres cuyos maridos tenían estas enfermedades se divorciaran. La organización desempeñó un papel importante en la modificación del artículo 5 de la Ley de policía de paz pública, que prohibía a las mujeres participar en reuniones públicas. La NWA también contó con la ayuda de hombres como defensores de las mujeres en la política.
La organización es ampliamente reconocida por plantear la cuestión de los derechos de la mujer en Japón e influir en la decisión de la Dieta de Japón de ampliarlos. La Dieta aprobó cambios en el artículo 5 de la Ley de policía de paz pública en 1922. La organización se disolvió en el mismo año bajo la autoridad de su líder, la escritora Hiratsuka Raichō . 

## Objetivos

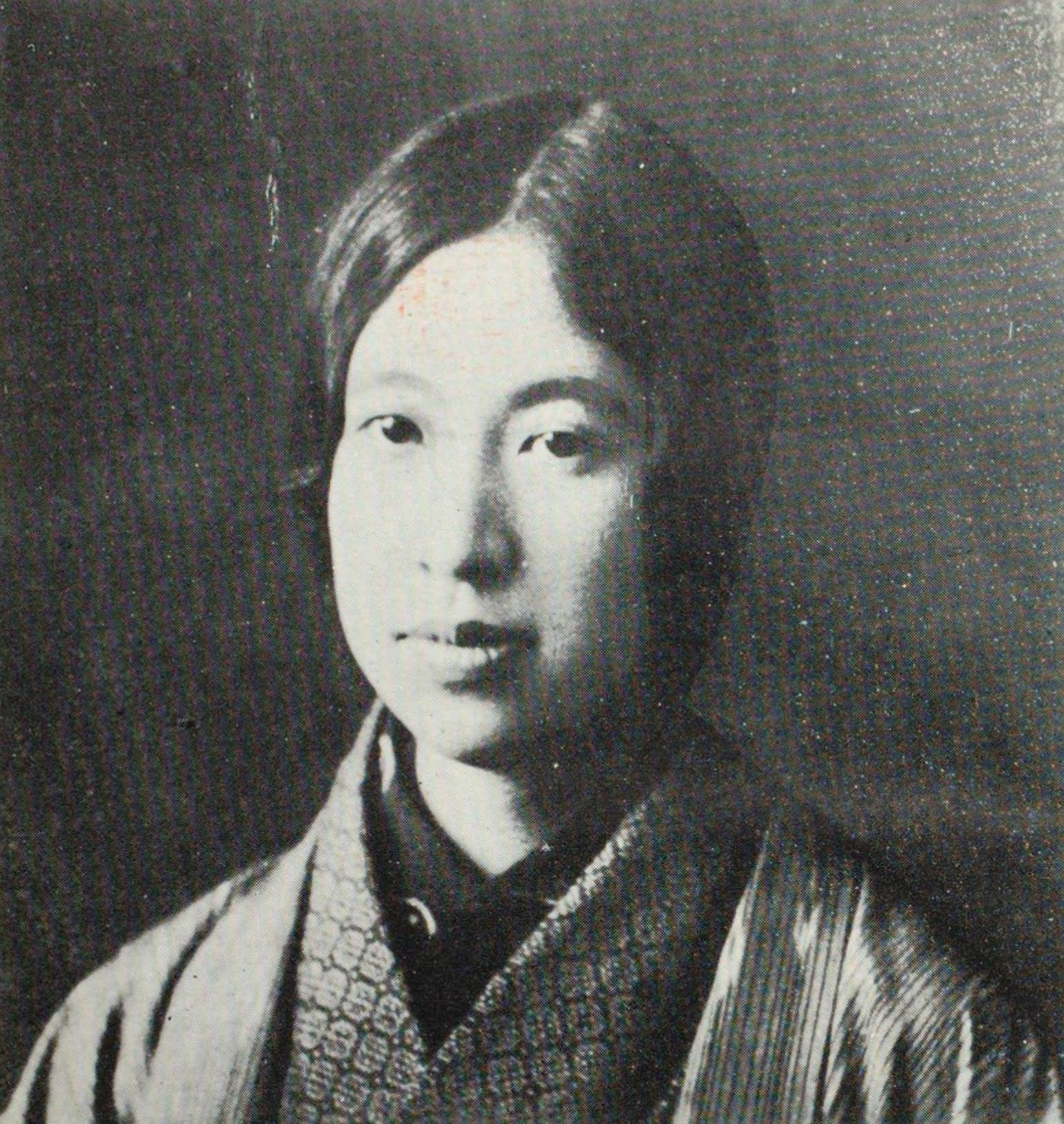
Raicho Hiratsuka cofundadora de la organización

La Asociación de las Nuevas Mujeres se creó para luchar tanto por la libertad de las mujeres como por el derecho al voto. Entre los objetivos del grupo estaban elevar la "posición social y política de las mujeres en Japón". Además, la organización se esforzó por lograr la igualdad entre hombres y mujeres en la educación y el empleo. Las líderes, Hiratsuka Raichō, Ichikawa Fusae y Oku Mumeo también tuvieron como objetivo derogar o modificar el artículo 5 de la Ley de Policía Pública. Esta ley prohibía a las mujeres participar públicamente en actividades políticas. La organización redactó dos peticiones en defensa de los derechos políticos de las mujeres. 
Por otro lado, la organización tenía como objetivo evitar que los hombres con enfermedades venéreas se casaran. El grupo presionó y redactó una petición en este sentido con el objetivo de proteger a las mujeres cuyos maridos tenían o contraerían una enfermedad de transmisión sexual. La petición que fue redactada a tal efecto también habría otorgado a la mujer el derecho a divorciarse de su esposo si este padeciera una enfermedad venérea o la contrajera durante su matrimonio. Esta petición ganó más tracción que los intentos de la organización de obtener el sufragio y los derechos de las mujeres, e incluso ganó el apoyo de la Unión de Mujeres Cristianas por la Templanza de Japón .

## Historia
La Asociación de las Nuevas Mujeres se formó en el Japón posterior a la Primera Guerra Mundial. La nueva organización se creó bajo el liderazgo de figuras como Hiratsuka Raichō, quien fue una de las fundadoras de la revista Seitō. Hiratsuka Raichō le pidió a Ichikawa Fusae que formara una organización de derechos de la mujer con Oku Mumeo a partir de 1919. Oku acababa de tener un hijo y lo cargaba en su espalda en las reuniones de la organización mientras usaba el cochecito para llevar copias del diario del grupo, Women's League ( Josei dōmei ).

Ichikawa Fusae cofundadora de la Asociación de las Nuevas Mujeres en los años 1920

La organización solicitó a la Dieta generar cambios que permitieran a las mujeres involucrarse políticamente, entre otros temas. El 6 de enero de 1920, Hiratsuka, Ichikawa y Oku se reunieron en la residencia de Hiratsuka. En esta reunión, las tres mujeres y otros activistas redactaron dos peticiones. Una de las peticiones fue creada para otorgar a las mujeres la ciudadanía y la capacidad de ser políticamente activas, mientras que la otra petición fue creada para proteger a las mujeres y exigir que los hombres se hagan la prueba de sífilis antes de casarse. La segunda petición también habría otorgado a las esposas la posibilidad de divorciarse de sus maridos y recibir una compensación en estos casos.
La primera reunión de la Asociación de las Nuevas Mujeres se llevó a cabo el 21 de febrero de 1920 en Tokio en el salón de la YMCA en Kanda . Esta primera reunión contó con alrededor de 500 asistentes y el 70% de la audiencia fueron hombres.  El estatuto oficial del grupo y las reglas de membresía se anunciaron el 28 de marzo de 1920.  En 1921, había 412 miembros de la organización.
En 1920, Ichikawa Fusae dejó la Asociación de las Nuevas Mujeres. Se trasladó a Estados Unidos durante dos años y medio, aunque su salida de la Asociación se debió en gran parte a las diferencias de opinión entre Ichikawa y Hiratsuka.
Los cambios al Artículo 5 se aprobaron en 1922, aprobados por ambas cámaras de la Dieta. La Asociación de las Mujeres Nuevas se disolvió el mismo año bajo la autoridad de Hiratsuka Raichō, quien estaba enferma en ese momento.

## Críticas a la AMN
Ichikawa e Hiratsuka diferían política y personalmente, por lo que en 1920, Ichikawa dejó la AMN. También Yamakawa Kikue e Itō Noe, consideraron que la organización carecía de una perspectiva socialista. Otras críticas señalaron que la organización solo representaba a mujeres de clase media y alta. Estas críticas argumentaron que el grupo no representaba a las mujeres pobres, de clase trabajadora o que tenían hijos, ya que solo las mujeres con tiempo libre podrían ser políticamente activas. Un grupo que simpatizó con estos argumentos fue la Sekirankai, otra organización de mujeres activa al mismo tiempo que la Asociación de las Nuevas Mujeres.

## Miembros notables
- Hiratsuka Raichō
- Ichikawa Fusae
- Oku Mumeo